# Red and Blue Don’t Make Purple
Red and Blue Don’t Make Purple ist ein Musikalbum des Duos Die Unwucht mit Achim Kaufmann. Die im März 2021 im Loft, Köln entstandenen Aufnahmen erschienen 2022 auf Label 11.

## Hintergrund
Das Duo Die Unwucht besteht aus dem Saxophonisten Christopher Kunz und dem Schlagzeuger Florian Fischer, die sich im Studium an der Musikhochschule Nürnberg kennenlernten. Sie wurden mit ihrem im Juni 2021 bei HatHut Records veröffentlichten gleichnamigen Debütalbum bekannt. Gemeinsam mit dem Pianisten Achim Kaufmann spielten sie während des Lockdowns infolge der COVID-19-Pandemie in Deutschland gemeinsam Musik ohne konzeptuelle Strukturen.

## Titelliste
- Die Unwucht Feat. Achim Kaufmann: Red and Blue Don’t Make Purple (Label 11)[1]

1. Präliminar 5:51
2. Chiaroscuro 4:20
3. The Diachrony of Ditransitives 8:57
4. Phymateus 4:03
5. Diptychon 6:37
6. Primofiore 4:56
7. Running Sanguine 3:25
8. Cirrus 5:41
9. Red and Blue Don’t Make Purple 5:07

## Rezeption
„Wer ernsthaft improvisiert, ruft keine Phrasen, Versatzstücke, Patterns ab, sondern bewegt sich aus der eigenen Komfortzone heraus, nimmt in Kauf, dass das Gleichgewicht aus dem Takt gerät und versucht einfach zu reagieren – auf Schwingungen, Stimmungen, auf den Moment, auf die Mitspieler“, schrieb Ssirus W. Pakzad in Jazz thing. Der spontane freie Austausch würde bei diesem Dreier zu hoch intensiver Dynamik führen, zu energischen Ausbrüchen, zu beängstigenden Verdichtungen, aber auch zu versunkenen, fast ätherischen Passagen, und zu [klanglichen] Farbkombinationen- und Mischungen.